# Victor Mihaly de Apșa
Victor Mihaly de Apșa (ur. 19 maja 1841 w Jód, zm. 21 stycznia 1918 w Balázsfalva) – rumuński duchowny katolicki obrządku bizantyjskiego, biskup greckokatolickiej eparchii Lugoju (1874–1895), arcybiskup Fogaraszu i Alba Iulia i zwierzchnik Rumuńskiego Kościoła Greckokatolickiego (1895–1918).

## Życiorys
Victor Mihaly de Apșa urodził się w Jód, w komitacie Máramaros (obecnie Ieud, w gminie Ieud, w okręgu Marmarosz). Pochodził z rodziny szlacheckiej. Ukończył szkołę podstawową w rodzinnej miejscowości, a następnie uczył się w gimnazjum pijarów w Sighecie oraz w  Oradei, Trnawie i Koszycach. Po maturze w 1857 biskup Gherli Ioan Alexi wysłał go na studia filozoficzne i teologiczne do Papieskiego Kolegium Greckiego św. Atanazego i  na Papieski Uniwersytet Urbaniana jako stypendystę Fundacji Piusa IX "Dla Kościoła rumuńskiego". W Rzymie uzyskał doktorat z teologii w 1863. 8 listopada 1863 otrzymał święcenia kapłańskie w kościele Papieskiego Kolegium Greckiego św. Atanazego z rąk Stefana Missira, biskupa tytularnego Irenopolis in Cilicia. W kwietniu 1864 został mianowany prefektem, a 1 października 1864 r. profesorem historii Kościoła i prawa kanonicznego w seminarium duchownym w Gherli. Nowy metropolita Ioan Vancea zabrał go do Blaju, gdzie pracował w kurii metropolitalnej. Jako sekretarz towarzyszył metropolicie w Rzymie z okazji soboru watykańskiego (1870).
Po przeniesieniu biskupa Ioana Olteanu z Lugoju do Oradei Victor Mihali został 25 listopada 1874 mianowany dekretem cesarskim na biskupa eparchii Lugoju, a 21 grudnia 1874 papież Pius IX zatwierdził ten wybór. Arcybiskup Ioan Vancea udzielił Victorowi Mihaliemu sakry biskupiej 14 lutego 1875 w katedrze Świętej Trójcy.
Jako biskup Lugoju Victor Mihali prowadził działalność religijną, dokonując wizytacji kanonicznych i poświęcenia kościołów i kaplic w wielu parafiach. Dbał również o edukację młodzieży, dla której ufundował stypendium w wysokości 5250 florenów w diecezjalnej szkole z internatem.
Po śmierci arcybiskupa Vancei synod elekcyjny, który odbył się 16 kwietnia 1893, wybrał biskupa Mihaliego metropolitą.  Wybór ten zatwierdził cesarz Franciszek Józef I 9 listopada 1894, a papież Leon XIII mianował Mihaliego arcybiskupem Fogaraszu i Alba Iulia 18 marca 1895.
Jako zwierzchnik rumuńskich grekokatolików nowy metropolita zorganizował obchody 200-lecia unii siedmiogrodzkiej z 1700 r. Aby bronić autonomii prowincji metropolitalnej, 23 czerwca 1897 r. zorganizował w Blaju synod, który postanowiły, że metropolia Fogaraszu i Alba Iulia nie powinna wysyłać delegatów na synody episkopatu Węgier. Metropolita prosił cesarza, by zatwierdził organizację Kościoła, złożonego wyłącznie z greckokatolickich Rumunów, niezależnego od Kościoła katolickiego w Królestwie Węgier.
W okresie rządów metropolity Victora Mihaliego Kościół rumuński działał na rzecz rozwoju rumuńskiej świadomości narodowej. Ciosem dla metropolii było utworzenie niezależnej diecezji Hajdúdorogu dla zmadziaryzowanych grekokatolików (1912).
Victor Mihaly de Apșa zmarł, nie doczekawszy włączenia Siedmiogrodu do Królestwa Rumunii.  Został pochowany w krypcie katedry Świętej Trójcy w Blaju.